# Catabothrus
Catabothrus is een geslacht van rechtvleugeligen uit de familie veldsprinkhanen (Acrididae). De wetenschappelijke naam van dit geslacht is voor het eerst geldig gepubliceerd in 1962 door Uvarov.

## Soorten
Het geslacht Catabothrus  is monotypisch en omvat slechts de volgende soort:
- Catabothrus nilgiriensis (Uvarov, 1962)